# محمد ناجم
محمد ناجم (۹ سپتامبر ۲۰۰۲) گزارشگر و کنشگر در زمینهٔ جنگ سوریه است که از سن ۱۵ سالگی به مستندسازی جنگ داخلی سوریه پرداخته‌است.در دسامبر ۲۰۱۷، خانهٔ او در غوطه، یکی از مناطق حومهٔ دمشق، توسط ارتش سوریه محاصره شد و ناجم به خانواده‌اش گفت که می‌خواهد داستان آن‌ها را برای دیگران تعریف کند. او و خانواده‌اش تصمیم گرفتند ویدئوهای انگلیسی‌زبان خود را در یوتیوب منتشر کنند. این ویدئوها توسط ناجم و با کمک برادر بزرگترش که عکاس خبری است، و خواهر آن‌ها که معلم است و به ترجمه کمک می‌کرد، تهیه شده‌اند. در سال ۲۰۱۸، نورا نئوس، تهیه‌کنندهٔ شاغل در سی‌ان‌ان، داستان او را برای نقل در برنامهٔ خود انتخاب کرد و این باعث شد تا ویدئوهای او نظر مخاطبان زیادی را به خود جلب کند.اندکی پس از آن، آرتی داستانی را منتشر کرد و در آن ناجم را به‌عنوان یک «بازیگر بحران» متهم کرد.
در مارس ۲۰۱۹، خانوادهٔ ناجم به اجبار به ادلب منتقل شدند و بعداً به ترکیه پناهنده شدند. او همچنان در مورد درگیری‌های سوریه گزارش تهیه می‌کند.
او در فیلم حقوق خود را بشناسید و آن را بگیرید اثر آنجلینا جولی حضور داشت. او با همکاری نورا نئوس و جولی رابین اقدام به خلق یک خودزندگی‌نامهٔ گرافیکی با عنوان محمد ناجم، گزارشگر جنگ کرده‌است.